# Chen Guangcheng
Chen Guangcheng (12 de novembro de 1971) é um ativista chinês de direitos civis que trabalha em questões de direitos humanos em áreas rurais na República Popular da China. Cego desde a infância e autodidata em Direito, Chen é frequentemente descrito como "advogado de pés descalços" que defende os direitos das mulheres e o bem-estar dos pobres. É mais conhecido por expor os supostos abusos na política  oficial de planejamento familiar, muitas vezes envolvendo alegações de violência e abortos forçados.
Em 2005, tornou-se internacionalmente conhecido por organizar uma ação coletiva contra a cidade de Linyi, na província de Shandong, pela aplicação excessiva da política do filho único. Como resultado deste processo, Chen foi mantido prisão domiciliar entre setembro de 2005 e março de 2006, e em prisão formal em junho de 2006.  Durante o julgamento, os advogados de Chen foram proibidos de acessarem o tribunal, deixando-o sem um defensor apropriado. Em  24 de agosto de 2006, Chen foi condenado a quatro anos e três meses por "danificar propriedade e organizar multidão para perturbar o tráfego".
Chen foi libertado da prisão em 8 de setembro de 2010, após o cumprimento integral da pena, mas permaneceu sob prisão domiciliar em sua casa em Dongshigu Village (东 师 古村). Chen e sua esposa foram espancados em 9 de fevereiro de 2011, logo após um grupo de direitos humanos divulgarem um vídeo de sua casa sob vigilância policial intensa.
O caso de Chen recebeu a atenção internacional, em especial do Departamento de Estado dos Estados Unidos, da Secretaria Britânica de Estrangeiros, da Human Rights Watch e da Anistia Internacional, que emitiram apelos por sua libertação: esta última designou Chen como um prisioneiro de consciência. Chen é um dos laureado em 2007 com o Ramon Magsaysay Award e em 2006 teve seu nome listado entre as 100 personalidades mais influentes pela Revista Time.
Em 22 de abril de 2012, Chen escapou de sua prisão domiciliar e fugiu para a embaixada dos Estados Unidos em Pequim. Após negociações com o governo chinês, ele deixou a embaixada para tratamento médico em 2 de maio de 2012, e foi relatado em 4 de maio de 2012 que a China consideraria a permissão para Chen viajar aos Estados Unidos para estudar. No mesmo dia, a Universidade de Nova Iorque o convidou para ser estudante visitante.  Em 19 de maio de 2012, Chen, sua esposa e seus dois filhos tiveram os vistos  concedidos e partiram de Pequim em um voo comercial, chegando no mesmo dia em Nova Iorque.